# 1924 au Manitoba
Chronologie du Manitoba
- 1920
- 1921
- 1922
- 1923
- 1924
- 1925
- 1926
- 1927
- 1928

Cette page concerne des événements d'actualité qui se sont produits durant l'année 1924 dans la province canadienne du Manitoba.

## Politique
- Premier ministre : John Bracken
- Chef de l'Opposition :
- Lieutenant-gouverneur : James Albert Manning Aikins
- Législature :

## Naissances

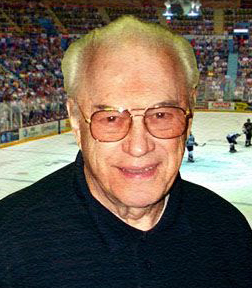
Frank S. Mathers

- 29 mars : Frank Sydney Mathers (né à Winnipeg, décédé le 9 février 2005 à Hershey aux États-Unis) était un joueur professionnel de hockey sur glace de la Ligue nationale de hockey et de la Ligue américaine de hockey

- 5 décembre : David Culver est un homme d'affaires québécois né à Winnipeg.

- 30 décembre : Yvonne Brill, née Yvonne Madelaine Claeys à Winnipeg, et morte le 27 mars 2013, est une scientifique canadienne.